# Кастельгульєльмо
Кастельгульєльмо, Кастельґульєльмо (італ. Castelguglielmo, вен. Castelguglielmo) — муніципалітет в Італії, у регіоні Венето, провінція Ровіго.
Кастельгульєльмо розташоване на відстані близько 360 км на північ від Рима, 80 км на південний захід від Венеції, 21 км на захід від Ровіго.
Населення — 1645 осіб (2014).
Щорічний фестиваль відбувається 6 грудня. Покровитель — святий Миколай.

## Демографія
Населення за роками:

Станом на 1 січня 2023 року в муніципалітеті офіційно проживало 125 іноземців з 9 країн, серед них 15 громадян країн Євросоюзу та 5 громадян України.

## Сусідні муніципалітети
- Баньйоло-ді-По
- Канда
- Фієссо-Умбертіано
- Лендінара
- Пінкара
- Сан-Белліно
- Стієнта